# La Fraternidad y Santa Juana
La Fraternidad y Santa Juana é uma junta de governo da província de Entre Ríos, na Argentina.